# Roques de la Vila
Roques de la Vila es una formación geológica consistente en varias alineaciones de peñas de paredes verticales que forman una estructura que asemeja a una muralla, lo cual hace que también sea conocido por el sobrenombre de La Muralla de Finestras o La Muralla China de Finestras. Está situada cerca del despoblado de Finestras, en la provincia de Huesca, España. 

## Descripción y Ubicación
La formación geológica consiste en una doble línea de estratos verticales de piedra, fruto de un pliegue y posterior erosión de una capa de roca caliza, que están ubicados en la desembocadura del río Guart en el Noguera Ribagorzana, en la comarca de Ribagorza y en plena sierra del Montsec, un espacio natural protegido del Prepirineo central. La desembocadura del Guart forma hoy parte del gran pantano de Canelles, cuya construcción propició la despoblación de la cercana aldea de Finestras en 1960.
Entre las dos líneas de estratos se encuentra ubicada la ermita románica de San Vicente (siglo XI) y los pocos restos del castillo medieval de Finestras, a los cuales es posible acceder mediante una pista que parte desde Estopiñán del Castillo. También es posible acceder a la base de la formación mediante una excursión en piragua cuando el nivel del pantano lo permite, si bien se requiere de fuerza y resistencia para poder realizar la ida y vuelta en un mismo día.